# George Ciucu
George Ciucu (n. 12 iulie 1927, Cristian, Brașov – d. 15 februarie 1990, București), matematician, profesor, membru corespondent al Academiei Române (secretar general al acestui for între anii 1974-1990), Rector al Universității din București între anii 1972-1981. George Ciucu a fost membru de partid din 1947.
Acesta fost un fruntaș printre elevii lui Octav Onicescu și Gheorghe Mihoc și a avut preocupări în domenii precum teoria probabilităților, statistică matematică sau teoria jocurilor și teoria așteptării.

## Date biografice

### Studii
În anul 1946 a absolvit liceul „Andrei Șaguna” din Brașov, în toamna aceluiași an a intrat student la Facultatea de Științe din București (facultate care devine Facultatea de Matematică și Fizică din 1948), în 1950 luându-și licența în matematici.
Își pregătește doctoratul între anii 1954-1957, în 1957 susținând lucrarea intitulată: „Proprietăți ergodice ale unor lanțuri cu legături complete” („Ergodic Properties of some Chains with complete Connections”), îndrumători științifici: Octav Onicescu, Cassius Ionescu Tulcea.

### Carieră didactică
În 1950 a fost numit asistent la Facultatea de Matematică și Fizică din București. În anul 1956 este avansat lector, iar în 1958 devine conferențiar.
De la data de 1 octombrie 1966 devine profesor titular la catedra de calcul al probabilităților și statistică matematică (șef de catedra Gheorghe Mihoc).
Între 1.06-6.06.1959 a participat la a doua Conferință de teoria informației în Liblice, Cehia (Cehoslovacia la vremea aceea). Tot în 1959 a participat împreuna cu Gh. Marinescu la Conferința de statistică de la Magdeburg, Germania (R.D.G.).
În 1961-1962, timp de 8 luni, a urmat cursuri speciale la Universitatea din Roma, în special cursurile lui Bruno de Finetti. În acest interval de timp a ținut acolo și câteva conferințe din domeniul specialității sale - probabilități. În toamna anului 1962 a participat la Budapesta la un congres de economie matematică.
Între 4.10-7.10.1963 a participat la a VII-a Consfătuire de teoria probabilităților și statistică matematică, la Tbilisi, în U.R.S.S.. În septembrie 1965 a participat la a 35-a sesiune a Institutului Internațional de Statistică, ținută la Belgrad.
S-a preocupat de teoria probabilităților, statistică matematică, teoria jocurilor și a așteptării; printre rezultatele cercetărilor sale se numără introducerea noilor clase de lanțuri cu legături complete de tip B, cărora le-a determinat proprietățile asimptotice, enunțând o teoremă pentru „legea normală” și o alta pentru „legea algoritmului iterat”; a studiat funcția caracteristică a variabilei și a rezolvat probleme privind legile limită din teoria lanțurilor cu legături complete; a rezolvat unele probleme de teoria jocurilor sau teoria așteptării.

### Alte date biografice
În 1951 a fost numit secretar la secția de matematici a Academiei, în 1959 devine referent științific, iar din 1962 a fost avansat la gradul de secretar științific adjunct, post pe care l-a ocupat până în anul 1964.
În perioada 1 decembrie 1964 - 15 aprilie 1967 a fost Prorector al Universității din București, apoi director general al Direcției Generale a Învățământului Universitar, secretar general și consilier al Ministrului Educației și Învățământului cu rang de secretar general din 1970 până la data de 12 februarie 1972, când a fost numit Rector al Universității din București funcție pe care a deținut-o între anii 1972-1981.

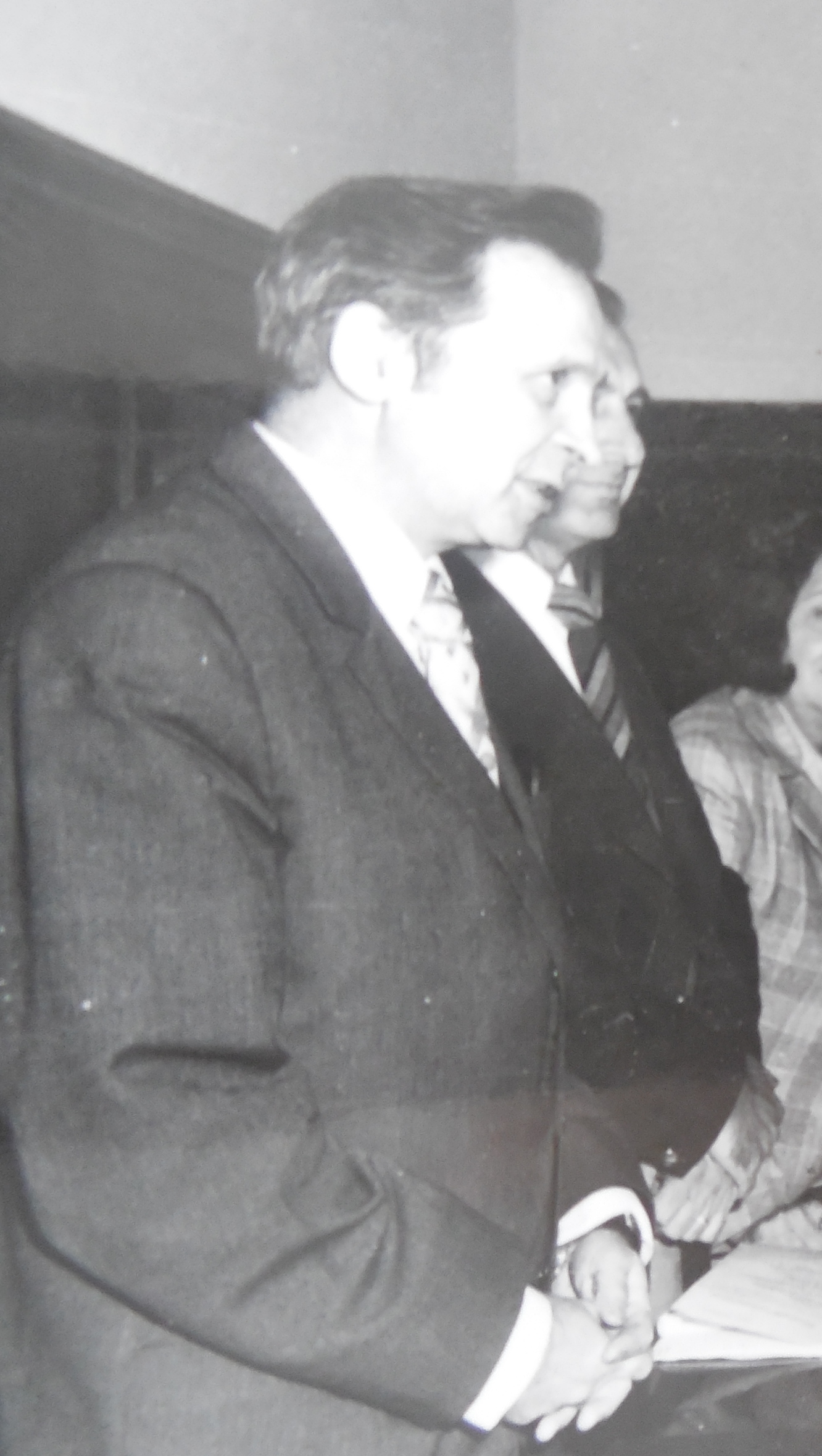
George Ciucu

George Ciucu a fost membru supleant al Comitetului Central al Partidului Comunist Român între 28 noiembrie 1974 - 23 noiembrie 1979; membru al Comitetului Central al Partidului Comunist Român între 23 noiembrie 1979 – 22 noiembrie 1984; membru al Comisiei Centrale de Revizie între 22 noiembrie 1984 – 24 noiembrie 1989.
Alte funcții ocupate: Membru al Consiliului Național pentru Protecția Mediului Înconjurător (din  9 mart. 1974), membru al Comisiei pentru problemele ideologice, ale activității politico-culturale și de educație socialistă a C.C. al P.C.R. (din 27 mart. 1980), membru al Consiliului Național pentru Știință și Tehnologie (din  2  apr. 1980), membru  al Consiliului de conducere al Consiliului Superior al Educației și Învățământului (din 9 mai 1980), președinte  al biroului Comisiei Naționale a R.S.R. pentru U.N.E.S.C.O. (8  sept.  1981–în 1987) - prin Decretul nr. 139 (1981-27 iunie) privind eliberarea lui Jean Livescu din funcția de președinte al Comisiei Naționale a R.S.România pentru U.N.E.S.C.O. și numirea în această funcție a lui George Ciucu, secretar al Comitetului Național „Oamenii de științã și pacea“ (în 1982), membru supleant al biroului Comitetului municipal de partid București (în 1982), membru al Comitetului de partid al Universității din București (în 1982), membru al Comitetului de partid al Centrului Universitar București (în 1983), adjunct al ministrului Educației și Învățământului (23 febr. 1983–21 sept. 1985).
Ambasador extraordinar și plenipotențiar al R.S.R. în Luxemburg  (din 25 sept. 1986). Pentru o alta perioadă de timp, din 27 noiembrie 1986, profesorul George Ciucu, secretarul general al Academiei, a fost ambasadorul României în Belgia, la Bruxelles. Conform publicației The Washington Post, într-un articol datând din 24 decembrie 1989, ambasadorul George Ciucu a declarat la acea dată: „We express our solidarity with . . . the Romanian army, which is at the service of the people. The country does not need bloodshed, it has suffered enough.”.
Telegramă a ambasadorului George Ciucu către directorul Direcției I Relații, Gheorghe Roșu, privind reacțiile oficialilor NATO față de propunerea statelor membre ale Tratatului de la Varșovia de reducere și limitare a armelor nucleare tactice (pag. 1184).
Rechemarea din calitatea de ambasador extraordinar și plenipotențiar al României în Regatul Belgiei, a avut loc prin decretul nr. 77/1990 privind rechemarea și acreditarea unor ambasadori, la Art. 1.

## Distincții
Pentru activitatea profesională și politică, prof. George Ciucu a fost decorat astfel:
- Ordinul „Steaua Republicii Populare Romîne” clasa a V-a (13 octombrie 1964) „cu prilejul aniversarii a 100 de ani de la înființarea Universității din București, pentru activitate îndelungată, contribuție în dezvoltarea științei și merite deosebite în dezvoltarea învățămîntului superior”[17]

- Premiul „Gh. Lazăr” al Academiei (1960);
- Ordinul Muncii cls. a III-a în 1959 și cls. a II-a în 1970;
- Titlul de „Profesor emerit al Republicii Socialiste România” (1972);
- Ordinul „Meritul Științific” clasa I (7 mai 1981) „pentru rezultatele obținute în îndeplinirea cincinalului 1976–1980, pentru contribuția deosebită adusă la înfăptuirea politicii Partidului Comunist Român de făurire a societății socialiste multilateral dezvoltate în patria noastră, cu prilejul aniversării a 60 de ani de la făurirea Partidului Comunist Român”[19]

## Familie
Părinți: Gheorghe Ciucu (de profesie mecanic, a lucrat la Direcția generală de drumuri din Brașov) și Ana Ciucu.
Sora: Ionescu Ana.
Soție: Sfetea Doina.
Copii: doi fii, Cristian Ion Gheorghe Ciucu (decedat la data de 5 aprilie 2011 - conf. univ. dr. la Facultatea de Fizică a Universității din București) și Anton Alexandru Ciucu (prof. univ. dr. la Facultatea de Chimie a Universității din București).

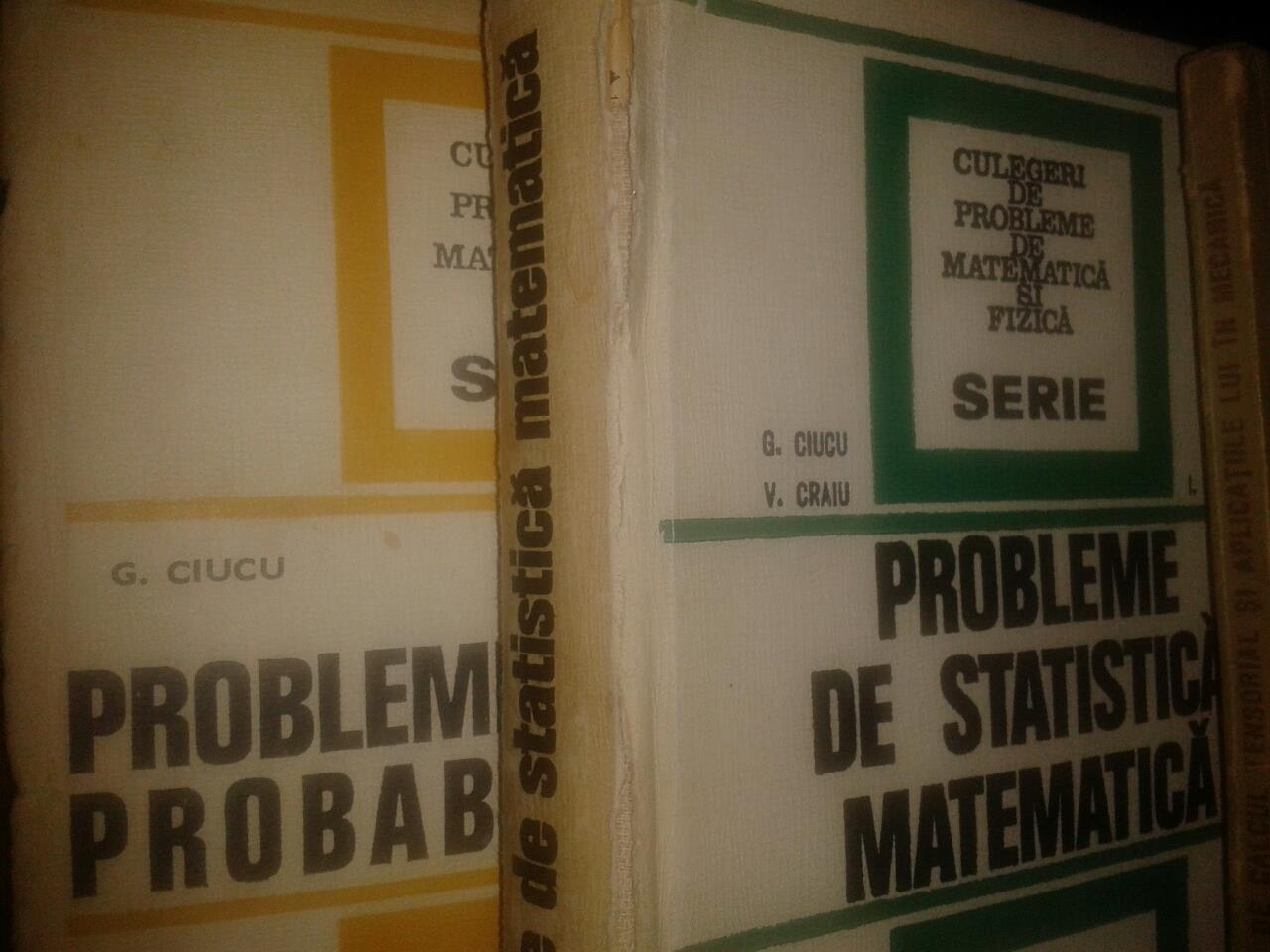
Autor: George Ciucu

## Lucrări
În toată activitatea didactică prof. George Ciucu se ocupă de buna pregătire a studenților și îi îndrumă în activitatea lor, atât la seminarii cât și la cercurile științifice. A fost preocupat și de unele aspecte filosofice ale matematicii, de modelarea probabilistică, de procesul de verificare și diversificare în matematică, precum și de aplicațiile statisticii matematicii în industrie. Prin lucrările publicate prof. Ciucu este în primul rând probabilist. Dintre lucrări menționăm:
1. Lanțuri cu legături complete de tipul (B), în "Comunicările Acad. R.P.R.", t. I, nr. 6, pp. 455–460, iunie 1951;
2. Evenimente și probabilitate, în "Gazeta mat. și fiz.", seria A, vol. V, nr. 9, pp. 390–394, 1953;
3. Lanțuri cu legături complete cu densitate, în "Comunicările Acad. R.P.R.", t. IV, nr. 7-8, pp. 345–349, iulie-august 1954;
4. Legea numerelor mari pentru variabile aleatoare legate, în "Comunicările Acad. R.P.R.", t. V, nr. 9, pp. 1253–1256, septembrie 1955;
5. Ce este calcului probabilităților, în "Gazeta mat. și fiz.", seria B, anul VII, nr. 6, pp. 294–305, 1956;
6. Proprietăți ergodice ale unor lanțuri cu legături complete, în "Studii și cercetări mat.", t. VIII, nr. 3-4, pp. 413–446, 1957;
7. Proprietes asymptotiques des chaines a liaisons completes, în "Rendiconti Accad. dei Lincei", cl. sc. fis., mat. e nat., seria 8, t. XXII, nr. 1-2, pp. 11–15, 1957;
8. Un caz de excepție pentru repartiția limită a sumelor de variabile aleatoare ale unui proces Markov finit, omogen și continuu, în "Gazeta mat. și fiz.", seria A; vol. X, nr. 3, pp. 141–143, martie 1958;
9. Procese cu legături complete, în colaborare cu R. Theodorescu, Editura Academiei, 232 pag., 1960;
10. Unele proprietăți ale lanțurilor cu legături complete, în "Comunicările Acad. R.P.R.", t. X, nr. 7, pp. 561–563, iulie 1960;
11. Legea numerelor mari pentru lanțuri cu legături complete, în "Comunicările Acad. R.P.R.", t. X, nr. 8, pp. 643–645, august 1960;
12. În colaborare cu Gh. Mihoc, Asupra unor proprietăți de limită din teoria lanțurilor cu legături complete, în "An. Univ. București", nr. 29, pp. 225–231, 1961;
13. Unele aplicații ale statisticii matematice, în "Gazeta mat. și fiz.", seria B, anul XII, nr. 4, pp. 193–199, 1961;
14. Statistica matematică și practica economică. Contribuția matematicienilor la rezolvarea unor probleme de economie, în colaborare cu Gh. Mihoc, în "Contemporanul", nr. 25, p. 7, 23 iunie 1961;
15. În colaborare cu M. Iosifescu, R. Theodorescu, Asupra teoriei jocurilor, în "Gaz. mat. și fiz.", seria A, vol. XIII, nr. 10, pp. 505–526, 1961;
16. L'ergodicita dei processi stocastici a vincoli completi, în "Rendiconti Accad. naz. dei Lincei", cl. sc. fis., mat. e nat., seria 8, t. XXXIII, fasc. 3-4, pp. 119–121, 1962;
17. Teoria probabilităților și statistică matematică, în colaborare cu G. Sîmboan, culegere de probleme, Editura Tehnică, 416 pag., 1962;
18. Aplicarea matematicii în economie, în colaborare cu P. Ivănescu, R. Thedorescu, în "Gaz. mat. și fiz.", seria A, vol. XV, nr. 9, pp. 500–502, septembrie 1963;
19. Elemente de teoria probabilităților și statistică matematică, Editura Didactică și Pedagogică, 359 pag., 1963;
20. Teoria probabilităților și statistică matematică în cei 20 de ani de la eliberarea patriei, în "Gaz. mat.", seria A, vol. LXIX, nr. 8, pp. 280–285, august 1964;
21. Teoria jocurilor, în colaborare cu Marius Iosifescu și R. Theodorescu, Editura Tehnică, Biblioteca Soc. de științe mat., 246 pag., 1965;
22. Asupra unui model cu veniri în grup, în "An. Univ. București", șt. nat., mat., mec., anul XIV, pp. 101–103, 1965;
23. Teoria probabilităților și modelarea probabilistă, în Materialismul dialectic și științele naturii, vol. X, Editura Politică, pp. 167–189, 1965;
24. În colaborare cu I. Cuculescu și Silviu Guiașu, Procesul dialectic de unificare și diversificare în matematică, în "Revista de filozofie", t. 12, nr. 3, pp. 373–380, 1965;
25. Introducere în teoria așteptării, 1967;
26. Culegere de probleme de teoria probabilităților, Editura Tehnică, 1967
27. Teoria estimației și verificarea ipotezelor statistice, 1968;
28. Probleme de statistică matematică, 1968;
29. Introducere în teoria probabilităților și statistică matematică, Editura didactică și pedagogică, 1971
30. Modele matematice ale așteptării, 1973;
31. Inferență statistică, Editura didactică și pedagogică, 1974
32. Probleme de teoria probabilităților, Editura tehnică, 1974
33. Probabilități și procese stocastice, vol. I-II, 1978-1979;
34. Elemente de teoria probabilităților, 1981.

Pentru lucrarea Procese cu legături complete, în colaborare cu R. Theodorescu, Editura Academiei, 232 pag., 1960 - a obținut premiul "Gh. Lazăr" al Academiei pe anul 1960.